# گمینا زووتا
گمینا زووتا (به لهستانی:  Gmina Złota) یک گمینا در لهستان است که در شهرستان پینگچوف واقع شده‌است. گمینا زووتا ۸۱٫۷ کیلومتر مربع مساحت و ۴٬۸۷۷ نفر جمعیت دارد.